# XHCD-FM
XHCD-FM es una estación de radio comunitaria en Hermosillo, que transmite en 95.5 FM. El permiso para la estación está en manos de Comunicadores del Desierto, AC, y la estación se conoce como Zoom 95. XHCD es miembro de AMARC México.

## Historia
"Radio Bemba" salió al aire el 11 de noviembre de 2000, como una estación no permitida en 107.5 MHz, desde instalaciones cercanas a la Universidad de Sonora donde los fundadores de la estación eran estudiantes. Un año después, en 2001, se otorgó a la universidad un permiso 107.5 FM. Si bien se pensó que esto podría ayudar a regularizar las transmisiones de Radio Bemba, la universidad lanzó XHUSH-FM , su propia estación, en la frecuencia. Radio Bemba pasó a 103.3 MHz.
En septiembre de 2004, el equipo de Radio Bemba comenzó a negociar para obtener un permiso para su estación de radio. El 31 de mayo de 2005, Comunicadores del Desierto, AC, recibió el permiso para XHCD-FM en 95.5 MHz.
La estación cambió su nombre a Zoom 95 en algún momento a principios de la década de 2010.

## Ejes temáticos
- Derechos humanos
- Migración
- Medio ambiente
- Cultura alternativa
- Salud sexual y reproductiva
- Equidad de género